# کورنوواتس
کورنوواتس (به لهستانی:  Kornowac) یک روستا در لهستان است که در گمینا کورنوواتس واقع شده‌است.
 کورنوواتس  ۸۹۰ نفر جمعیت دارد.